# ヴォルフェンビュッテル

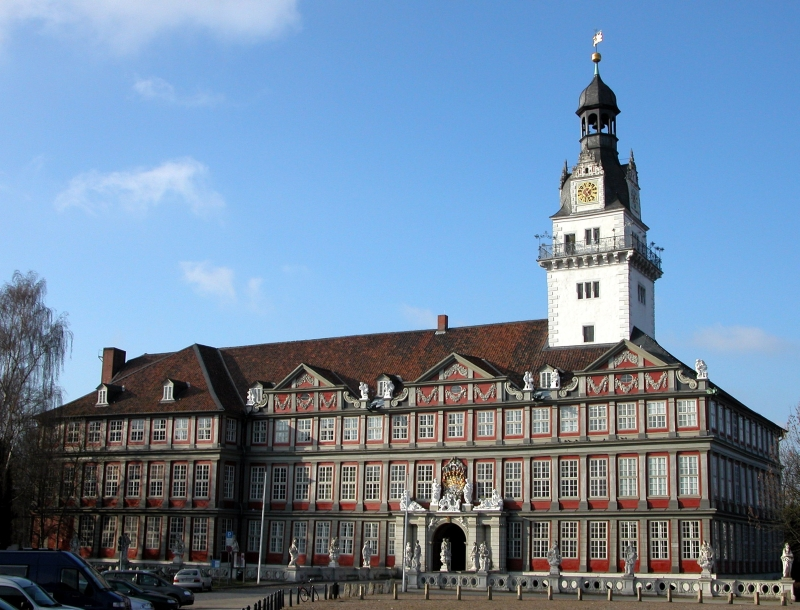
ヴォルフェンビュッテル城

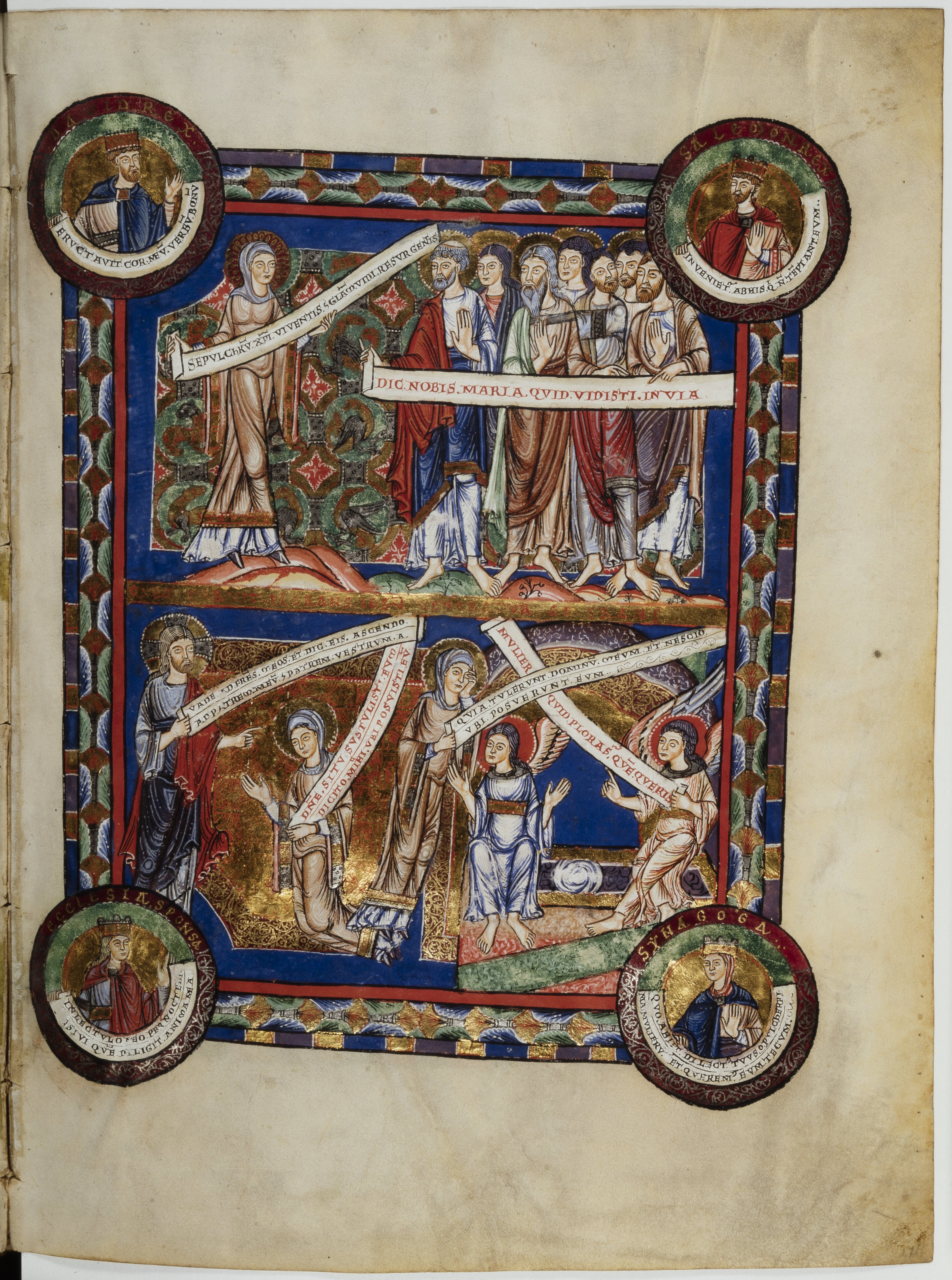
ハインリヒ獅子公の福音書

ヴォルフェンビュッテル（ドイツ語：Wolfenbüttel, 低地ドイツ語：Wulfenbüddel）は、ドイツ連邦共和国のニーダーザクセン州に属する都市でヴォルフェンビュッテル郡（Landkreis Wolfenbüttel）の郡機関所在市（Kreisstadt）。アウグスト公図書館（en）があり、ドイツで最大の木造建築物が集中していることで知られている。福音ルーテル教会の司教座がある。また、イエーガーマイスター蒸留所の本拠地であり、オストファリア応用科学大学のキャンパスやニーダーザクセン音楽アカデミーの所在地でもある。

## 地勢
町の中心部は標高23m、オーカー川とアルテナウ川との合流点に近く、ブラウンシュヴァイクの南約13km、州都ハノーファーの南東60kmに位置している。また、南のハルツ山脈と北のリューネブルガーハイデのほぼ中間に位置している。エルム＝ラップヴァルト自然公園とアッセ丘陵が町の東と南東に広がっている。
人口は約52,000人で、ハノーファー＝ブラウンシュヴァイク＝ゲッティンゲン＝ヴォルフスブルク大都市圏の一部である。北ドイツにある172の町の最南にあり、名前の末尾の「ビュッテル」は「住居」または「入植地」を意味する。

## 歴史
最初の入植地はおそらくオーカー川の小さな島に限られ、10世紀につくられた。1118年にザクセン人のヴォルフェンビュッテル伯ヴィドゥキントがブラウンシュヴァイクからハルバーシュタットとライプツィヒへの重要な通商路に水城を建てたときに、「Wulferisbuttle」として触れられている。1191年にハインリヒ獅子公により破壊され、1255年にはひ孫であるブラウンシュヴァイク＝リューネブルク公アルブレヒト1世により再び破壊され、要塞と町、そして近くのアッセブルク城は、1258年にヴィドゥキントの子孫であるアッセブルク家よりアルブレヒト1世が奪い取った。城は1283年以降にブラウンシュヴァイク公ハインリヒ1世により再建された。
1432年までに、町はブラウンシュヴァイク＝ヴォルフェンビュッテル公の本拠地となった。1542年のシュマルカルデン戦争]で荒廃し、ブラウンシュヴァイク＝リューネブルク公ユリウスの下で大部分がルネッサンス様式で再建され、ハンス・フレーデマン・デ・フリースによりいくつかの水路が敷設された。ユリウスは1570年に市民に市場権を与え、その2年後に公立図書館（Herzogliche Bibliothek、後のアウグスト公図書館）を設立した。
三十年戦争の間の1626年、デンマーク王クリスチャン4世の指揮下にあったデンマーク軍が要塞化された町を占領した。近郊で起きたルッターの戦いで、パッペンハイム伯ゴットフリート・ハインリヒ将軍の帝国軍に包囲された。1627年に再び征服されたヴォルフェンビュッテル要塞は、ゴットフリート・フイン・フォン・ヘレーンの指揮下に置かれた。1641年6月、ヴォルフェンビュッテルの戦いが行われ、カール・グスタフ・ウランゲルとケーニヒスマルク伯の率いるスウェーデン軍がハプスブルク家のレオポルト大公率いるオーストリア軍を破ったが、町を占領することはできなかった。
2世紀以上にわたって、特にユリウス公の後継者であるハインリヒ・ユリウスとアウグスト2世の下で、ヴォルフェンビュッテルは芸術と科学の中心地へと成長した。すでに1604年には、作曲家ミヒャエル・プレトリウス（1571年 - 1621年）がブラウンシュヴァイク公の宮廷楽長を務めていた。1682年から、同性愛の疑いでドイツを逃れなければならなかった作曲家ヨハン・ローゼンミュラー（1619年 - 1684年）は、晩年をヴォルフェンビュッテルで過ごした。ゴットフリート・ライプニッツ（1646年 - 1716年）とゴットホルト・エフライム・レッシング（1729年 - 1781年）は公立図書館を管理し、啓蒙主義のヨーロッパで最初の貸出図書館の1つを設立した。 しかし、1753年に公爵の宮廷が最終的にブラウンシュヴァイクに戻り、ヴォルフェンビュッテルはその後重要性を失った。
第二次世界大戦中、市の刑務所はゲシュタポの囚人の主要な処刑場となった。処刑された人々のほとんどはさまざまな抵抗組織のメンバーであった。その犠牲者の1人には、1943年12月3日にフランスのリグージェ修道院の修道士ランベールがおり、1943年12月3日に同地で斬首された。

## 主な観光地
- バロック様式のヴォルフェンビュッテル城

1866年にアンナ・フォルベルク女子学校となった。現在、建物の一部は高校として使用されている。また、バロック様式のアパートメントは博物館として一般に公開されている。
- アウグスト公図書館（HAB）

世界最大かつ最も有名な古書のコレクションが収められている。特に宗教改革時代の聖書、インキュナブラや書物が豊富で、写本は約10,000点収蔵している。1572年に設立され、1723年にパンテオンの形式で改築され、城に面して建てられた。現在の図書館の建物は1886年に建設された。ライプニッツとレッシングはこの図書館で司書として働いていた。図書館にあるカロリヌス写本は、現存する数少ないゴシック体の資料の1つである。この図書館には、1170年からほぼ未使用の状態で保存されているハインリヒ獅子公の福音書（en）も収蔵されている。
- クライン・ヴェネーディヒ

18世紀に建てられたオーカー川沿いの美しい水辺の建物群（Gracht）。
- 17世紀に建てられたマリエン教会（Hauptkiche Beatae Mariae Virginis）および18世紀初頭に建てられた三位一体教会（St.-Trinitatiskirche）

この町には、1993年までイギリス陸軍ライン軍団が駐屯していたノーサンプトン兵舎も現存する。
今日、ヴォルフェンビュッテルはブラウンシュヴァイク、ザルツギッターおよびヴォルフスブルクなどの近隣の都市よりも小さいが、戦争による被害がほとんどなかったため、中心街にはハーフティンバー様式の建物が数多く残されており、その多くは数世紀前のもので、歴史的な特徴を保持している。ヴォルフェンビュッテルは、ドイツ木組みの家街道沿いに位置している。

## 文化

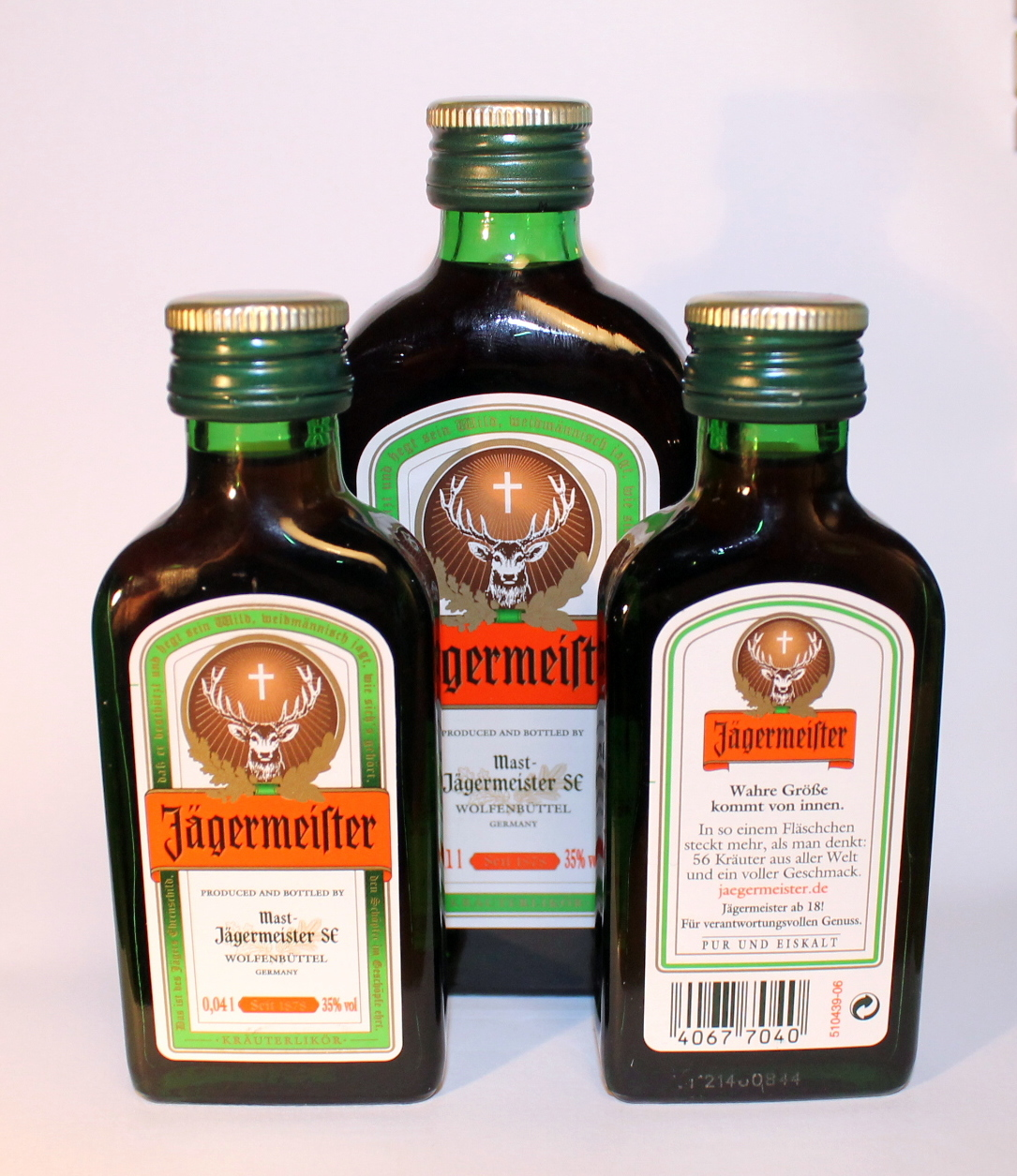
イェーガーマイスター

ヴォルフェンビュッテルには、オストファリア応用科学大学のいくつかの学部と、レッシングを研究するレッシング・アカデミーがある。また、ニーダーザクセン州の州立公文書館であるニーダーザクセン国立公文書館や、有名なアウグスタト公図書館もある。2009年よりニーダーザクセン音楽アカデミーがゼーリガー公園内にあり、さまざまなレベルでの音楽教育の促進のためニーダーザクセン州の後援を受けている。
ハーブリキュールのイェーガーマイスターの本社であるマスト＝イェーガーマイスターは、現在もヴォルフェンビュッテルにあり、一部の蒸留所も残されている。
ヴォルフェンビュッテルは2009年5月に3日間の国際ドイツバス牽引選手権を主催し、5人編成のチームが16トンのバスを30メートル牽引した。
毎年11月下旬から、ヴォルフェンビュッテルでは食べ物や飲み物が販売されるクリスマスマーケットが開催される。クリスマス前の雰囲気を味わうため多くの地元民も訪れる。

## 姉妹都市

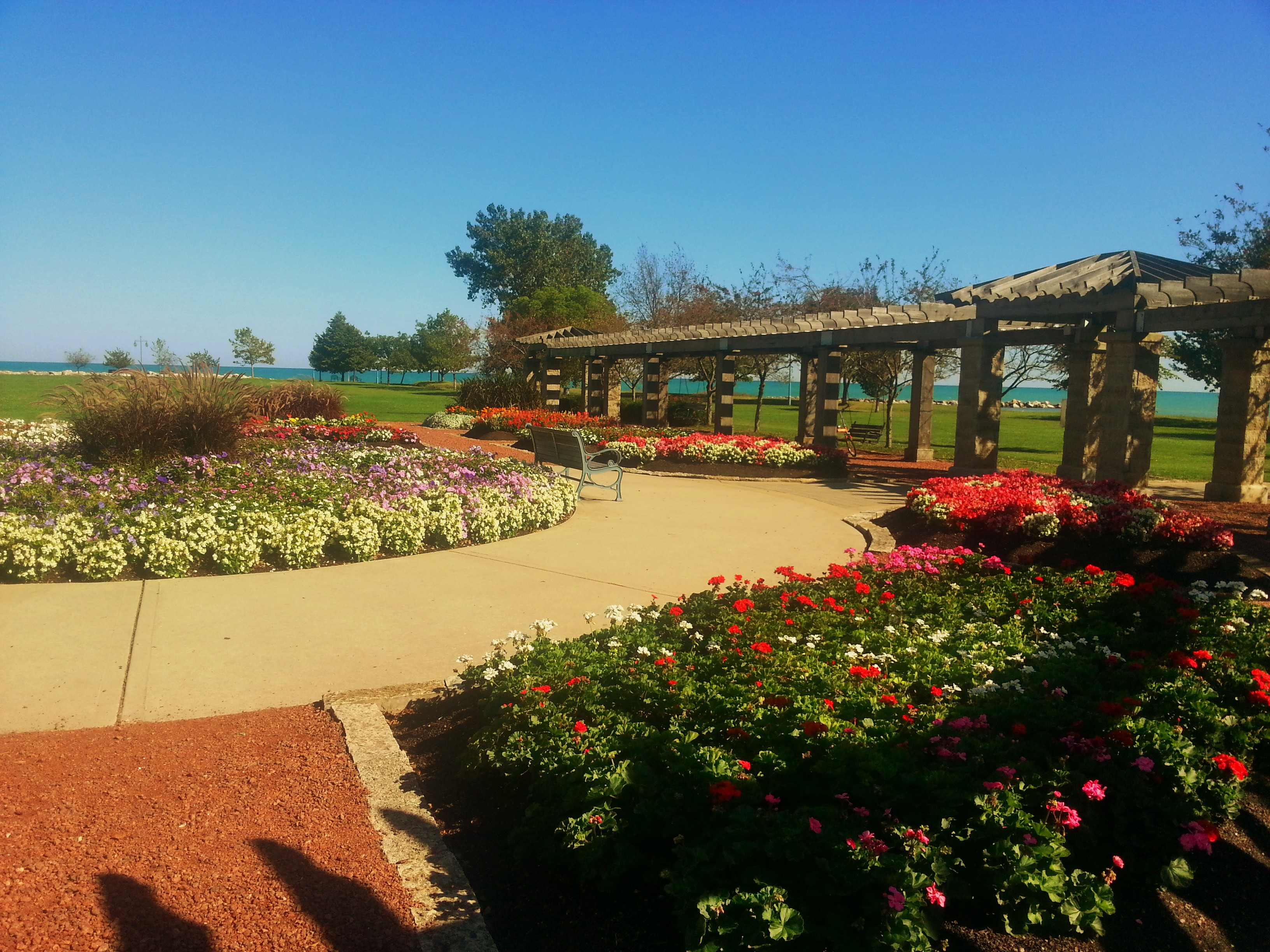
ケノーシャのヴォルフェンビュッテル公園

ヴォルフェンビュッテルは以下の都市と姉妹都市である。
- フランス、セーヴル（1958年）
- アメリカ共和国、ケノーシャ（1969年）
- ルーマニア、サトゥ・マーレ（1976年）
- ポーランド、カミエンナ・グラ（2001年）
- ドイツ、ブランケンブルク（2015年）

ヴォルフェンビュッテルの橋は、これらの各都市にちなんで名付けられている。ケノーシャにはミシガン湖のほとりにヴォルフェンビュッテルにちなんで名付けられた公園がある。

## ゆかりのある人物
- ブラウンシュヴァイク＝ヴォルフェンビュッテル公ハインリヒ2世（1489年 - 1568年）
- ブラウンシュヴァイク＝ヴォルフェンビュッテル公ユリウス（1528年 - 1589年）
- フィリップ・ゼーメリンク（1535年頃 - 1575年） - 錬金術師、詐欺師
- ブラウンシュヴァイク＝ヴォルフェンビュッテル公アウグスト・ヴィルヘルム（1662年 - 1731年）
- アウグスト・クヴェーアフルト（1696年 - 1761年） - オーストリア出身の画家
- エリーザベト・クリスティーネ・フォン・ブラウンシュヴァイク＝ヴォルフェンビュッテル（1715年 - 1797年） - プロイセン王フリードリヒ2世の妃
- フェルディナント・フォン・ブラウンシュヴァイク＝ヴォルフェンビュッテル（1721年 - 1792年） - プロイセン元帥
- ヨハン・ユリウス・ヴァルバウム（1724年 - 1799年） - 医師、自然科学者
- ブラウンシュヴァイク＝ヴォルフェンビュッテル公カール・ヴィルヘルム・フェルディナント（1735年 - 1806年） - プロイセン元帥
- アンナ・アマーリア・フォン・ブラウンシュヴァイク＝ヴォルフェンビュッテル（1739年 - 1807年） - ザクセン＝ヴァイマル＝アイゼナハ公エルンスト・アウグスト2世の妃、作曲家
- エリーザベト・クリスティーネ・フォン・ブラウンシュヴァイク＝ヴォルフェンビュッテル（1746年 - 1840年） - 後のプロイセン王フリードリヒ・ヴィルヘルム2世の最初の妃
- フリーデリケ・フォン・レーデン（1774年 - 1854年） - 慈善家およびサロン開催者
- ルートヴィヒ・フォン・ロッハウ（1810年 - 1873年） - 政治家
- テオドール・エンゲルブレヒト（1813年 - 1892年） - 医師、教授、果樹園芸家
- セオドア・アイスフェルト（1816年 - 1882年） - 作曲家、ニューヨーク・フィルハーモニック首席指揮者
- ヴィクトル・エーレンベルク（1851年 - 1929年） - 法学者
- リヒャルト・エーレンベルク（1857年 - 1921年） - 経済学者
- ゲオルク・ショルツ（1890年 - 1945年） - 画家
- バーバラ・シモンズ（1929年生） - 政治家
- ハンス・ヨルグ・マイヤー（1964年生） - スポーツ射手
- アルント・パイファー（1987年生） - バイアスロン選手